# Abu Fuhayra
Abū Fuhayra ʿĀmir ibn Fuhayra (arabe : عَامِر إِبْن فُهَيْرَة) était un des compagnons du prophète de l'islam Mahomet. 

## Biographie
Il était esclave dans la période préislamique et fut affranchi par Abu Bakr as-Siddiq avec sept autres personnes : Bilal ibn Ribah, Abu Fakih, Ammar ibn Yasir, Lubaynah (en), Nabdiya, Umm Ubays (en), et Zinnira. Il fut chargé d'effacer les traces de Mahomet et d'Abu Bakr lorsque ceux-ci durent se réfugier dans la grotte de Thawr (en) entre La Mecque et Médine, afin d'échapper aux Quraych qui avaient engagé un pisteur du désert . Il faisait paître ses moutons autour de la grotte pour effacer les traces d'Abu Bakr qui informaient Mahomet et son compagnon des intrigues des Mecquois  et leur offrit aussi du lait ainsi que de la viande. Il mourut en 625 à la bataille de Bi'r Ma'una transpercé par une lance. Il cria victoire à ce moment-là, ce qui étonna son adversaire. Plus tard, Mahomet déclara que c'est parce qu'il vit le paradis et que des anges l'élevèrent[réf. nécessaire].